# Ilia Tolstoï
Pour les articles homonymes, voir Tolstoï (homonymie).
Ilia Tolstoï  (16 février 1903 - 28 octobre 1970), est un petit-fils de l'auteur russe Léon Tolstoï, capitaine au Bureau des services stratégiques ayant dirigé une mission au Tibet comme représentant du président Franklin D. Roosevelt auprès du 14e dalaï-lama.

## Biographie
Ilia Tolstoï a servi dans l'armée russe pendant la Première Guerre mondiale.
Après la révolution russe, en 1924, il s'installe aux États-Unis et étudie au William Penn College et à l'Université de l'Iowa. En 1931-1932, il travaille au développement du parc national McKinley en Alaska.

### Mission au Tibet
Pendant la Seconde Guerre mondiale, Ilia Tolstoï est capitaine au Bureau des services stratégiques. Il a dirigé une mission de deux personnes (avec Brooke Dolan II) à travers le Tibet vers la Chine et est devenu représentant personnel du président Franklin D. Roosevelt auprès du 14e dalaï-lama. 
En septembre 1942, il quitte l'Inde pour le Tibet.
Le 22 octobre, l'expédition d'Ilia Tolstoï et Brooke Dolan entre au Tibet par le Nathu La.
Il reçoit, comme Brooke Dolan II, un passeport tibétain à Yatung.

### Fondateur du Marineland de Floride
Il a été directeur et ancien directeur général du Marineland de Floride.

### Visite au dalaï-lama en exil en Inde
Vers la fin de sa vie, il a rendu visite au dalaï-lama en exil en Inde.

### Mort
Il est décédé à l'hôpital de New York d'une crise cardiaque. Il avait 67 ans et vivait au 300 East 57th Street (en).

## Distinctions
Cité pour sa conduite « avec un tact et une diplomatie rares » il a reçu la Légion du mérite.

## Publications
- Across Tibet from India to China National Geographic Magazine 90 (2), août 1946, p. 169-222.